# Bryan Angulo
Pour les articles homonymes, voir Angulo.
Cet article concerne le footballeur équatorien. Pour le footballeur colombien, voir Brayan Angulo.
Bryan Angulo, né le 30 novembre 1995 à Guayaquil, est un footballeur international équatorien, qui joue au poste d'avant-centre au club bolivien du The Strongest.

## Biographie

### En club
Bryan Angulo est formé au Rocafuerte FC, un club de sa ville natale Guayaquil. En juillet 2013, après avoir fait ses débuts en troisième division, il rejoint en prêt le CS Emelec en première division.
Le 11 octobre 2014, Angulo dispute son premier match avec l'équipe première d'Emelec, en remplaçant Miller Bolaños à six minutes du terme d'une victoire 3-1 sur la pelouse du Manta FC en championnat. Le 5 février 2015, après avoir disputé 7 matchs de championnat en 2014, il rejoint définitivement le CS Emelec, où il signe un contrat se terminant en 2019.
Il devient un titulaire lors de la saison 2016, durant laquelle il inscrit son premier but face au SD Aucas en championnat le 30 avril 2016 (victoire 4-0). Par la suite, Angulo inscrit un but lors des deux matchs suivants. Il inscrit son premier doublé le 9 octobre 2016 contre la Fuerza Amarilla.
Lors de la saison 2018, il inscrit 29 buts en championnat et termine à la seconde place du classement des buteurs derrière Jhon Cifuente (37 buts).
Le 6 août 2019, le club mexicain du Cruz Azul annonce avoir trouvé un accord pour le recrutement de Bryan Angulo jusqu'en 2022. Il rejoint officiellement le club trois jours plus tard. Il dispute son premier match le 29 août 2019 contre le Club Tijuana en championnat (défaite 3-2), en remplaçant Édgar Méndez à une demi-heure de la fin.
Après seulement neuf matchs de championnat avec Cruz Azul, il est prêté au Club Tijuana le 10 janvier 2020. Il dispute son premier match avec les Xolos le 19 janvier 2020 en déplacement au Querétaro FC (défaite 3-0), match durant lequel il entre en jeu à un quart d'heure de la fin à la place de Mauro Laínez.
Son prêt à Tijuana prend fin en janvier 2021, et Angulo retourne à Cruz Azul. Il inscrit son premier but avec les Cementeros le 28 février 2021 sur la pelouse du Club León (victoire 1-0). Le 31 mars 2022, il quitte le club en résiliant son contrat, pressenti pour rejoindre le club brésilien de Santos.
Le 2 avril 2022, il rejoint officiellement le Santos FC, où il paraphe un contrat portant jusqu'en juin 2023. Après avoir résilié son contrat avec le club Brésilien, il s'engage début janvier 2023 deux ans avec le club équatorien Club Sport Emelec, club pour lequel il a joué entre 2014 et 2019.

### En sélection
Bryan Angulo est convoqué pour la première fois en équipe d'Équateur par Hernán Darío Gómez au mois de novembre 2018 pour les matchs amicaux face au Pérou et au Panama. Après être resté sur le banc contre le Pérou, il honore le 21 novembre sa première titularisation lors de la victoire 2-1 au Panama.
En 2021, Angulo dispute quatre bouts de matchs dans le cadre des qualifications à la Coupe du monde 2022.

## Palmarès
| CS Emelec - Championnat d'Équateur (3) : - Champion : 2014, 2015 et 2017. |  | Cruz Azul - Championnat du Mexique (1) : - Champion : 2021 (clôture). - Supercoupe du Mexique (1) : - Vainqueur : 2021. - Leagues Cup (1) : - Vainqueur : 2019. |